# Armée polonaise de l'Ouest
L’Armée polonaise de l'Ouest (en polonais: Polskie Siły Zbrojne na Zachodzie ou PSZZ) est l’ensemble des unités des Forces armées polonaises qui combattirent sur des terres étrangères aux côtés des Alliés  contre l’Allemagne nazie et ses alliés.

## Histoire
Après la défaite et l’occupation germano-soviétique de la Pologne dès septembre 1939 et en vertu de l'accord conclu le 9 septembre 1939 entre les états-majors polonais et français, ces forces armées se sont d’abord formées en France. Elles soulignèrent la continuité de l’État polonais et son engagement dans la guerre et elles sont mises à contribution lors de l'opération alliée sur Narvik et lors de la bataille de France.
Après l’armistice français du 22 juin 1940, que le général Sikorski, le premier ministre et le chef de l'armée polonais n'accepte pas, des unités polonaises sont évacuées et réorganisées en Grande-Bretagne où s'est établi le gouvernement polonais en exil.
Composée de représentants de l’armée de terre, de l’aviation et de la marine, cette armée atteignit des effectifs de près de 250 000 hommes. Elle formera, après les Américains, les Britanniques, les français et les Canadiens, la cinquième armée alliée à l'ouest et participa à la bataille de France, la bataille d'Angleterre, au débarquement allié en Afrique du Nord, en Normandie et en Italie.

### Création
En mai 1940 en France, toutes les unités opérationnelles de l'Armée polonaise sont fortes de 80 000 hommes. L'Armée polonaise combat en tant qu'armée alliée dirigée par le général Sikorski qui assume aussi la fonction de chef du gouvernement polonais. À la campagne de France participent :
- 1re Division Polonaise de Grenadier. Elle fut affectée au 20e Corps d'Armée dans la région de Lunéville où elle couvrit la retraite de ce Corps en livrant de violents combats qui durèrent jusqu’au 20 juin 1940 ;
- 2e Division Polonaise de Chasseurs divisions d'infanterie. Elle fut affectée au 45e Corps d'Armée pour participer à la défense de la trouée de Belfort. Prises à revers et enfermé dans la grande boucle du Doubs, elle fit face jusqu'au 19 juin, puis se retrouva coupée de sa base arrière et à court de munitions ;
- la 10e Brigade de cavalerie blindée. Elle fut engagée dans la région d’Épernay où elle reçut l'ordre de couvrir le repli de la 45e Division d’infanterie. Elle mena combat jusqu'au 18 juin ;
- la 1re Brigade du Nord (Podhale), la Brigade autonome de chasseurs de Podhale. Cette dernière sera engagée dans la bataille de Narvik ;
- les 3e et 4e divisions d'infanterie terminaient leur formation, néanmoins la 3e a pris positions aux côtés de la 1re Brigade Polonaise du Nord dans la région de Couesnon ;
- deux groupes de chasse, plus plusieurs « patrouilles polonaises » intégrées dans des GC français, soit 86 avions et 8 000 hommes. L'aviation polonaise a été engagée dès le 10 mai jusqu'au 18 juin. Elle abattit 52 avions allemands.

Au Liban sous protectorat français :
- la Brigade indépendante de chasseurs des Carpates.

Après la défaite de la France, seule une petite partie de militaires polonais, environ 18 000 soldats, parvint à être évacuée vers la Grande-Bretagne, le reste fut démantelé, des soldats furent emprisonnés ou internés. Cette partie considérable des forces armées qui resta en zone libre, constitua le cadre de la future Résistance polonaise.

### Après l'armistice

#### Contribution militaire
Les premiers Polonais à s'illustrer sur les fronts de l'Ouest sont les aviateurs des nombreuses escadrilles, formées exclusivement de pilotes polonais au sein de la RAF, qui contribueront de manière décisive à la bataille d'Angleterre : la plus fameuse escadrille polonaise est la 303e escadrille Tadeusz-Kościuszko. Les pilotes polonais expérimentés constitueront un exceptionnel vivier dans lequel puisera la RAF pour renforcer ses effectifs. Quatorze autres escadrilles polonaises prendront part à tous les combats de la RAF en Europe. Cinq escadrilles polonaises de la RAF prendront une part active à la couverture aérienne du raid sur Dieppe.
La marine polonaise participa à l'évacuation vers le Royaume-Uni des troupes alliées (opération Ariel), puis à la protection des convois alliés traversant l'Atlantique entre les États-Unis et le Royaume-Uni. Plusieurs destroyers de la marine polonaise participeront aux débarquements d'Italie, de Dieppe (1), de Normandie (3) et de Provence. Certains d'entre eux (ORP Burza notamment) convoieront vers le Royaume-Uni les militaires polonais évadés parvenus à la base navale anglaise de Gibraltar.
Les forces terrestres constituent l'essentiel de l'effort de guerre polonais.
- La Brigade indépendante de chasseurs des Carpates du général Kopański se bat en Libye, avec la défense de Tobrouk. Elle est ensuite intégrée au 2e Corps polonais, commandé par le général Anders en Italie qui se fait remarquer dans un combat héroïque en prenant, notamment, le Monte Cassino, la ville d'Ancône et Bologne en avril 1945, son dernier combat.
- Le 1er Corps polonais prit part aux combats en France, en Belgique, aux Pays-Bas et en Allemagne. Sa 1re Division blindée commandée par le général Maczek prend une part importante à la bataille de Normandie, où cette dernière s'illustra notamment dans les combats pour fermer la poche de Falaise, puis en septembre-novembre à Gand, Anvers, Breda et Moerdijk. En septembre 1944, la Première Brigade autonome de parachutistes du général Stanisław Sosabowski prit part à l'opération Market Garden, ses parachutistes attaquent le pont d'Arnhem. En avril et mai 1945 les unités blindées polonaises prirent part à des batailles dans le nord-ouest de l’Allemagne, le 6 mai elles occupèrent la base de la Kriegsmarine de Wilhelmshaven et y accepta la capitulation de la garnison puis l'occupation du Nord de l'Allemagne.
- Les seuls représentants des PSZ à qui il fut donné de se battre en Pologne furent les 316 Cichociemni (les « silencieux et sombres »), c’est-à-dire des forces d’opérations spéciales parfaitement entraînés, introduits entre février 1941 et décembre 1944 en Pologne occupée dans le but de soutenir les conspirateurs. Parmi les cichociemni figurèrent notamment le dernier commandant de l’Armée de l’Intérieur (Armia Krajowa, AK), le général Leopold Okulicki[1].

#### Renseignement polonais durant la Seconde Guerre mondiale
La contribution des forces polonaises prit également des formes plus discrètes que des unités constituées, voire secrètes.
- Décryptage : le décryptage d'Enigma fut rendu possible grâce aux travaux entrepris depuis 1933 par le Biuro Szyfrów (Bureau du Chiffre). Les cryptologues polonais prirent une part significative aux activités du PC Bruno. Ils poursuivirent ces travaux qui contribuèrent au montage de l'opération Ultra.
- Renseignement : environ 43 % des informations parvenues aux services de renseignement britanniques étaient d’origine polonaise[réf. nécessaire].

Plusieurs « sections » de l’état-major général polonais étaient dédiées aux opérations clandestines :
- la 2e section (Oddział II Sztabu Naczelnego Wodza) avait pour mission le renseignement militaire ;
- la 3e section (Oddział III Sztabu Naczelnego Wodza) avait pour mission de planifier et d’organiser les opérations en Pologne des agents dits Cichociemni ;
- la 6e section (Oddział VI Sztabu Naczelnego Wodza) était consacrée aux opérations spéciales sur le Continent (section commandée par le major Tadeusz Szumowski (pl)). Cette dernière section était chargée d’entraîner et de former les futurs agents, non seulement polonais, mais, également, d’autres nationalités (SOE et Cichociemni). Elle opérait en liaison avec le SOE (lieutenant-colonel Ronald Hazell).

Une des ressources mises à la disposition des Alliés pour entraîner les agents spéciaux fut l’école de parachutisme de la 1re Brigade parachutiste polonaise. Cette dernière, située à Largo (Écosse), entraîna et breveta des SOE polonais et étrangers, des Cichociemni et, en 1942-1943, des parachutistes français des futurs 3 et 4 SAS Regiments.
Outre les brevets attribués aux paras polonais, la brigade parachutiste polonaise breveta 488 membres des forces alliées dont :
- 244 Français (de l'infanterie de l'air - futurs SAS, agents du BCRA et de la section F du SOE) ;
- 168 Britanniques ;
- 69 Belges ;
- 4 Néerlandais ;
- 3 Américains ;
- 2 Tchèques.

## Dénouement

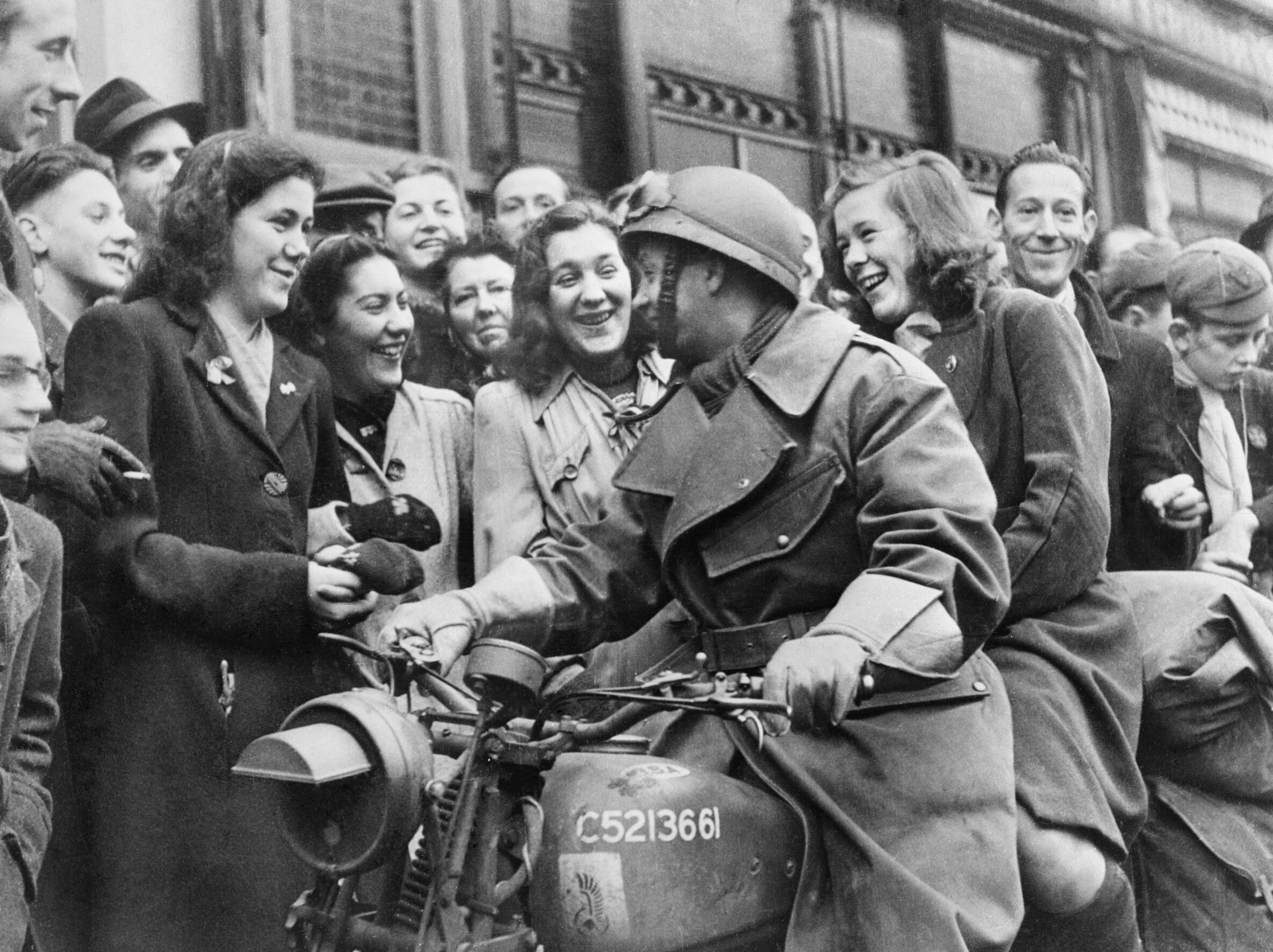
Un motocycliste polonais lors de la libération de Bréda le 30 octobre 1944. Noter l'insigne de la 1re division blindée polonaise sur le réservoir de la moto.

L’Armée Polonaise de l’Ouest, prenant la relève à l’Armée polonaise défaite lors de la campagne de 1939, a assuré la continuité du combat des forces polonaises (terre, air, mer) du 1er septembre 1939 au 8 mai 1945.
Le 8 mai 1945, la Pologne se retrouve théoriquement dans le camp des vainqueurs. Elle a été l’adversaire de la première heure de l’Allemagne nazie, a fourni un effort de guerre considérable par le nombre de combattants mobilisés relativement à sa situation particulièrement difficile, et ainsi contribué à la victoire contre le régime hitlérien. Néanmoins, dans les faits, la guerre se solde par une défaite pour la Pologne, puisqu'elle perd sa souveraineté et une partie de ses territoires au profit d'un nouvel occupant soviétique. En conséquence, l'Armée Polonaise de l'Ouest ne fut pas invitée à participer au Défilé de la Victoire le 8 juin 1946 à Londres.
Elle fut finalement dissoute en 1947. Beaucoup de ses membres choisirent l'exil plutôt que le retour dans une Pologne désormais communiste.